# Sainte-Marine
Sainte-Marine var en kyrkobyggnad i Paris, helgad åt den heliga Marina. Kyrkan var belägen vid Rue Sainte-Marine på Île de la Cité i fjärde arrondissementet.

## Historia
Kyrkans första dokumenterade omnämnande återfinns i ett dokument från år 1036. Kyrkan hade en rektangulär grundplan. Under slutet av 1100-talet blev Sainte-Marine församlingskyrka; församlingen var den minsta i Paris och omfattande endast omkring tjugo bostadshus och cirka 150 personer.
François Miron (1560–1609), som var prévôt des marchands, begravdes i denna kyrka, där han var kyrkvärd. Vid anläggandet av Rue d'Arcole år 1866 påträffades hans grav och den fördes till Notre-Dame.
År 1791 dekonsekrerades kyrkan och såldes två år sedan som bien national (riksegendom); byggnaden kom att nyttjas som sockerraffinaderi, senare som färgarverkstad och slutligen som snickeri. Kyrkan Sainte-Marine revs år 1866 vid anläggandet av Rue d'Arcole.
Kyrkans slutsten finns att beskåda i Musée Carnavalet.

## Bilder
| - Slutsten från kyrkan Sainte-Marine. - Den heliga Marina. - François Miron. Medalj från 1600-talet. |